# Dasychalina melior
Dasychalina melior är en svampdjursart som beskrevs av Ridley och Arthur Dendy 1886. Dasychalina melior ingår i släktet Dasychalina och familjen Niphatidae.
Artens utbredningsområde är Filippinerna. Inga underarter finns listade i Catalogue of Life.